# Governo del Sudafrica
Il Governo del Sudafrica (in inglese Government of South Africa) è il livello più alto del ramo esecutivo del Sudafrica. È composto, secondo la Costituzione del paese, dal Presidente, dal Vicepresidente e dai ministri.

## Designazione dei membri
Dopo essere stato eletto dall’Assemblea nazionale, il Presidente (facente le funzioni sia di capo di stato che di governo) nomina il vicepresidente, i ministri e, su istanza di quest’ultimi, i viceministri; assegna loro, poi, poteri e funzioni, avendo inoltre il potere assoluto di destituirli. Il Presidente può scegliere un numero qualsiasi di ministri tra i membri dell'Assemblea nazionale, ma non può scegliere più di due ministri esterni all'Assemblea.
Il Presidente assegna ad un membro del Gabinetto il ruolo di Capo degli affari del governo in seno all'Assemblea nazionale.
Oltre che nelle modalità classiche, il Governo può sempre essere rimosso dall’Assemblea nazionale con una mozione di sfiducia, secondo gli stilemi di una repubblica parlamentare mista.